# جيف كونينغهام
جيف كونينغهام (بالإنجليزية: Jeff Cunningham)‏ هو لاعب كرة قدم أمريكي جمايكي معتزل في مركز الهجوم ولد في يوم 21 أغسطس 1976 في مدينة مونتيغو باي في جمايكا، لعب مع أندية كولومبوس كرو وكولورادو رابيدز وريال سالت ليك ونادي تورونتو ونادي إف سي دالاس ونادي كومونيكايشنس ونادي سان أنطونيو سكوربيونس كما لعب مع كل من منتخب جامايكا لكرة القدم ومنتخب الولايات المتحدة لكرة القدم وإعتزل اللعب في سنة 2012.

## روابط خارجية
- جيف كونينغهام على موقع الدوري الأمريكي (الإنجليزية)
- جيف كونينغهام على موقع إي إس بي إن إف سي (الإنجليزية)
- جيف كونينغهام على موقع قاعدة بيانات كرة القدم.إي يو (الإنجليزية)
- جيف كونينغهام على موقع ناشيونال فوتبول تيمز (الإنجليزية)
- جيف كونينغهام على موقع Soccerway.com (الإنجليزية)
- جيف كونينغهام على موقع عالم كرة القدم.نت (الإنجليزية)